# George Jackson
George Lester Jackson (23 de setembro de 1941 — 21 de agosto de 1971) foi um autor afro-americano. Enquanto cumpria uma sentença por assalto à mão armada em 1961, Jackson se envolveu com atividades revolucionárias e cofundou a facção maoista-marxista Black Guerrilla Family. In 1970, ele foi indiciado, junto com outros dois homens negros, que ficaram conhecidos como os Soledad Brothers, com o assassinato do carcereiro John Vincent Mills em decorrência de uma briga entre prisioneiros. No mesmo ano, ele publicou Soledad Brother: The Prison Letters of George Jackson, uma mistura de autobiografia com manifesto dirigida a um público negro estadunidense. O livro se tornou um best-seller e rendeu muita fama a Jackson.

## Biografia
Nascido em Chicago, Jackson era o segundo de cinco filhos de Lester e Georgia Bea Jackson. Ele passou um tempo na instalação da California Youth Authority Corrections em Paso Robles devido a várias condenações juvenis, incluindo assalto à mão armada, assalto e roubo.
Em 1961, ele foi condenado por assalto à mão armada (por ter roubado U$70 de um posto de gasolina) e condenado a cumprir de um ano à prisão perpétua.
Durante seus primeiros anos na prisão estatal de San Quentin, Jackson se envolveu em atividades revolucionárias. Ele foi descrito pelos funcionários da prisão como egocêntrico e antissocial. Em 1966, Jackson conheceu e se tornou amigo de W.L. Nolen que lhe introduziu às ideologias marxistas e maoistas. Os dois fundaram a Black Guerrilla Family em 1966 com base no pensamento político marxista e maoista. Ao falar sobre sua transformação ideológica, Jackson comentou: "conheci Marx, Lenin, Trotsky, Engels e Mao quando entrei na prisão e eles me redimiram."
À medida em que as infrações disciplinares de Jackson aumentaram, ele passou mais tempo em confinamento solitário, onde estudou economia política e teoria radical. Ele também escreveu muitas cartas para amigos e apoiadores que mais tarde seriam editadas e compiladas nos livros Soledad Brother e Blood in My Eye, best-sellers que lhe renderam muita atenção dos organizadores e intelectuais de esquerda nos EUA e na Europa Ocidental. A transformação política de Jackson era vista como desonesta pelos funcionários da prisão, com o diretor associado de San Quentin comentando que Jackson "era um sociopata, um bandido muito amável" que "estava cagando para a revolução". Ele chegou a arrebatar um grupo de detentos, incluindo alguns brancos e hispânicos, porém seus maiores entusiastas eram outros prisioneiros negros.
Em janeiro de 1969, Jackson e Nolen foram transferidos de San Quentin para Soledad. No dia 13 de janeiro de 1970, Nolen e outros dois detentos negros (Cleveland Edwards and Alvin Miller) foram mortos a tiros pelo agente penitenciário Opie G. Miller durante uma rebelião no pátio da prisão com membros da Irmandade Ariana. Após a morte de Nolen, Jackson passou a confrontar cada vez mais os agentes penitenciários e a falar com frequência sobre a necessidade de proteger seus companheiros e se vingar dos agentes pela morte de Nolen, o que Jackson chamou de "violência seletiva de retaliação."
Em 17 de janeiro de 1970, Jackson, Fleeta Drumgo e John Clutchette foram acusados de assassinar um agente penitenciário, John V. Mills, que foi espancado e jogado do terceiro andar da ala Y de Soledad. Isso foi uma ofensa capital e se condenado Jackson poderia ser executado na câmara de gás. Mills supostamente foi morto em retaliação pelas mortes de três detentos por Miller, no ano anterior. Miller não foi condenado por nenhum crime, o tribunal determinou que suas ações foram em legítima defesa.

## O incidente no tribunal do Condado de Marin
No dia 7 de agosto de 1970, o irmão de George Jackson, Jonathan Jackson, invadiu uma sala de audiência portando uma arma automática, libertou os prisioneiros James McClain, William A. Christmas e Ruchell Magee, e levou o juiz Harold Haley, procurador distrital Gary Thomas e três membros do juri como reféns para exigir a libertação dos "Irmãos Soledad". Haley, Jackson, Christmas e McClain foram mortos enquanto tentavam fugir do tribunal. Testemunhas oculares sugerem que Haley foi atingido por disparos de uma espingarda de cano serrado que havia sido presa ao seu pescoço com fita adesiva pelos sequestradores. Thomas, Magee e um dos membros do juri ficaram feridos. O caso foi parar nas manchetes de todo o país.
Angela Davis, acusada de comprar as armas, foi posteriormente absolvida das acusações de conspiração, sequestro e assassinato. Uma possível explicação para a conexão da arma é que Jonathan Jackson era seu guarda-costas. Magee, o único sobrevivente entre os sequestradores, acabou se declarando culpado por sequestro qualificado e foi condenado à prisão perpétua em 1975.

## Morte
No dia 21 de agosto de 1971, Jackson se encontrou com o advogado Stephen Bingham para discutir uma ação civil que Jackson movera contra o Departamento de Correções e Reabilitação da Califórnia. Após a reunião, Jackson foi escoltado pelo oficial Urbano Rubico de volta a sua cela quando Rubico notou um objeto metálico no cabelo de Jackson, que mais tarde revelou ser uma peruca, e ordenou que ele a removesse. Jackson, em seguida, sacou uma pistola espanhola
Astra 9 mm da peruca e disse: "Senhores, o dragão chegou" — uma referência a Ho Chi Minh. Não se sabe como Jackson conseguiu a arma. Bingham, que viveu 13 anos como fugitivo antes de retornar aos EUA para ser julgado, foi absolvidos das acusações de contrabandear uma arma para Jackson.
Jackson mandou Rubico abrir todas as celas e, juntamente com vários outros presos, dominou os agentes penitenciários remanescentes e os levou, junto com dois presos, como reféns. Cinco outros reféns, os agentes Jere Graham, Frank DeLeon e Paul Krasnes, juntamente com dois prisioneiros brancos, foram mortos e encontrados na cela de Jackson. Três outros agentes, Rubico, Kenneth McCray e Charles Breckenridge, também foram baleados e esfaqueados, mas sobreviveram. Depois de encontrar as chaves para a saída do Centro de Ajustes, Jackson, juntamente com seu companheiro de prisão e amigo próximo, Johnny Spain, escapou para o pátio onde Jackson foi morto a tiros de uma torre e Spain se rendeu. Jackson foi morto apenas três dias antes do início de seu julgamento pelo homicídio de John Mills, em 1970.
Três presos foram absolvidos e três (David Johnson, Johnny Spain e Hugo Pinell) foram condenados pelos assassinatos. Os seis ficaram conhecidos como "Os Seis de San Quentin".
Há algumas evidências de que Jackson e seus apoiadores do lado de fora planejaram a fuga por várias semanas. Três dias antes da tentativa de fuga, Jackson reescreveu seu testamento, deixando todos os direitos autorais, bem como o controle de seu fundo de defesa legal para o Partido dos Panteras Negras.
O seu velório foi realizado na Igreja Episcopal de Santo Agostinho, em Oakland, na Califórnia, em 28 de agosto de 1971.